# 香川純也
香川 純也（かがわ じゅんや、1974年8月27日 - ）はテレビ山口（tys）のアナウンサー、アナウンス部長。

## 経歴
東京都中央区出身。法政大学高等学校卒業。法政大学工学部を卒業後、1997年にtysテレビ山口に入社。3年半の報道局を経て、アナウンス部長として、2021年10月よりアナウンサーに復帰。

## 人物
趣味は、Vシネマ鑑賞、ウクレレの演奏。モットーは、『笑いは心のオアシス』『成せばなる、３歩進んで２歩下がる。』である。

## 担当番組
- スポーツ中継
- tysニュース

## 過去の担当番組
- 今日の山口県人
- 週末ちぐまや家族
- tysスーパー編集局（2009年10月 - 2016年9月）
- tysニュースタイム（2016年9月 - 2018年3月）- 夕方の情報、報道製作番組において、周南支局から中継を交えて県東部～中部の情報を中心に生放送している。
- mix - 2023年11月15・16日の労働組合のストライキにより、MC代理として出演。